# خرده‌فروشی

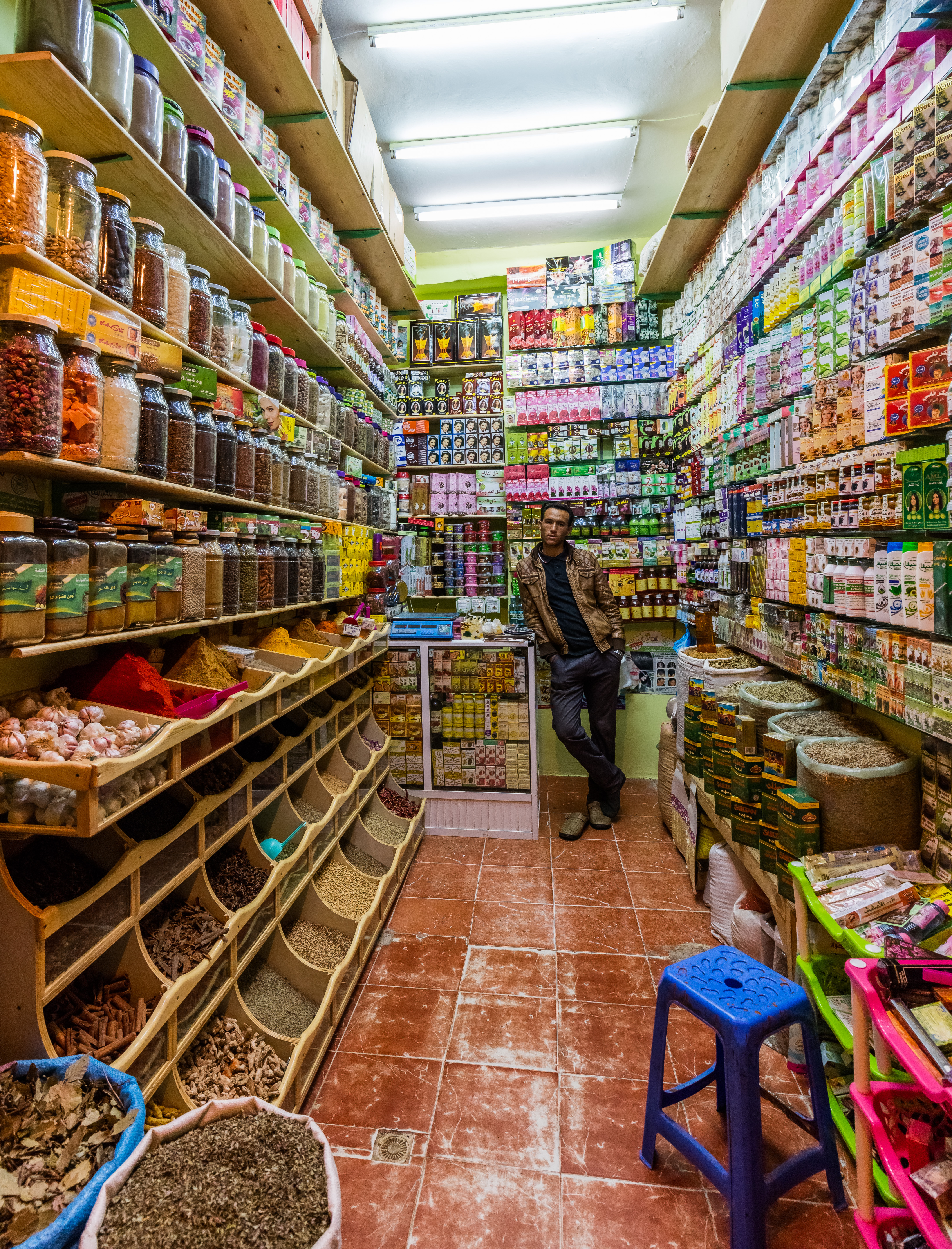
یک فروشگاه مواد غذایی و لوازم آرایشی در طنجه، مراکش

خرده‌فروشی یا تک‌فروشی (به انگلیسی: Retail) شامل فروش کالاها و اجناس فیزیکی برای مصرف مستقیم به خریدار است که از محلی معین، همچون فروشگاه، بوتیک یا کیوسک یا از مرکز خرید در قالب بخش‌های کوچک یا منفرد تهیه شده باشد. خرده‌فروشی می‌تواند شامل خدمات فرعی همچون تحویل باشد. خریداران می‌توانند افراد یا سوداگری‌ها باشند. 
در بازرگانی، خرده‌فروش، کالاها یا محصولات را در مقادیر زیاد از سازندگان می‌خرد (مستقیماً یا از طریق عمده‌فروش) و سپس مقادیر کمتر را به مشتری نهایی می‌فروشد. مؤسسات خرده‌فروشی اغلب مغازه یا فروشگاه خوانده می‌شوند. خرده‌فروشان در انتهای زنجیره تأمین قرار دارند. بازاریابان سازنده به فرایند خرده‌فروشی به‌عنوان بخش لازم راهبرد کلی توزیع می‌نگرند. همچنین عنوان خرده‌فروش به شرایطی که در آن ارائه‌کنندهٔ خدمات به نیازهای تعداد زیادی از افراد خدمت می‌رساند نیز، بکار گرفته می‌شود؛ همچون خدمات عام‌المنفعه مثل برق.